# شاپرک جوانه‌خوار بلوط
شاپرک جوانه‌خوار بلوط (نام علمی: Tortrix viridana) نام یک گونه از تیره برگ‌پیچان است.
این شاپرک رنگی سبز دارد و می‌تواند باعث بی برگ شدن درختان بلوط شود.